# Detva
Detva és una ciutat d'Eslovàquia. Es troba a la regió de Banská Bystrica, és capital del districte de Detva.

## Història
La primera menció escrita de la vila es remunta al 1638.

## Demografia
| Godina             | 1994   | 2004   | 2014   | 2024   |
| ------------------ | ------ | ------ | ------ | ------ |
| Nombre de persones | 15.276 | 15.043 | 14.965 | 13.523 |
| Diferència         |        | −1,52% | −0,51% | −9,63% |

| Godina             | 2023   | 2024   |
| ------------------ | ------ | ------ |
| Nombre de persones | 13.629 | 13.523 |
| Diferència         |        | −0,77% |

## Galeria d'imatges

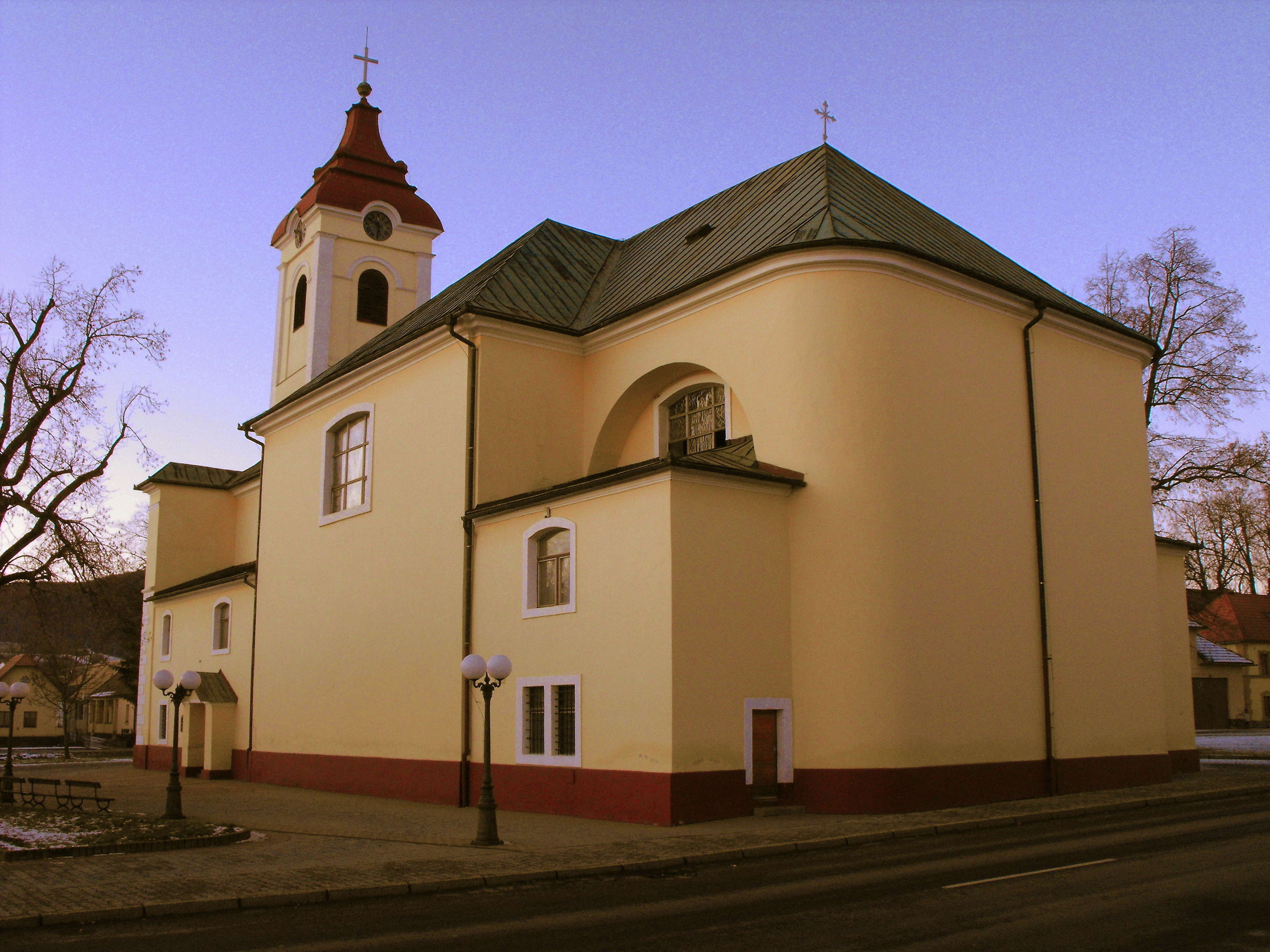
Església de Sant Francesc d'Assís
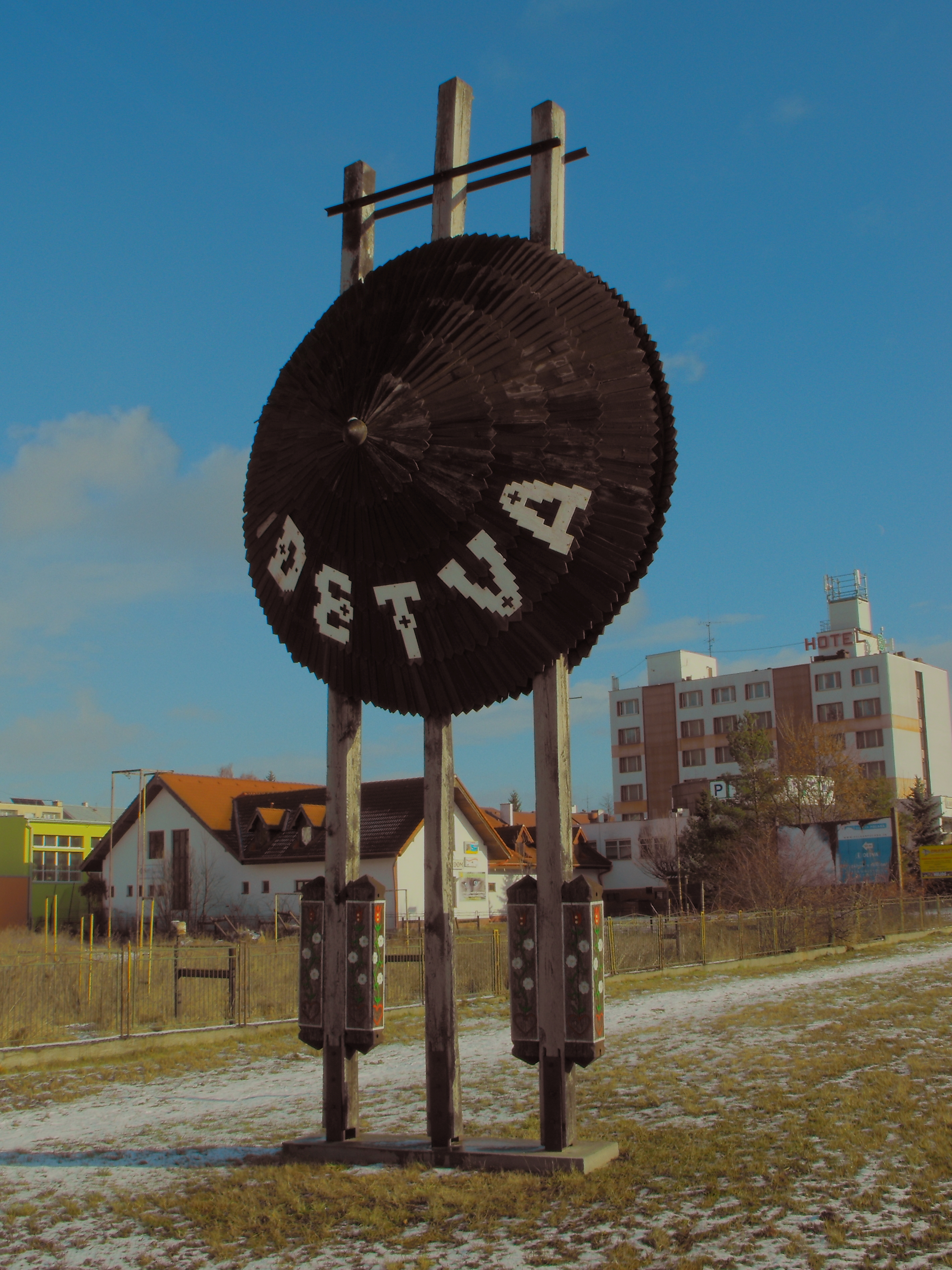
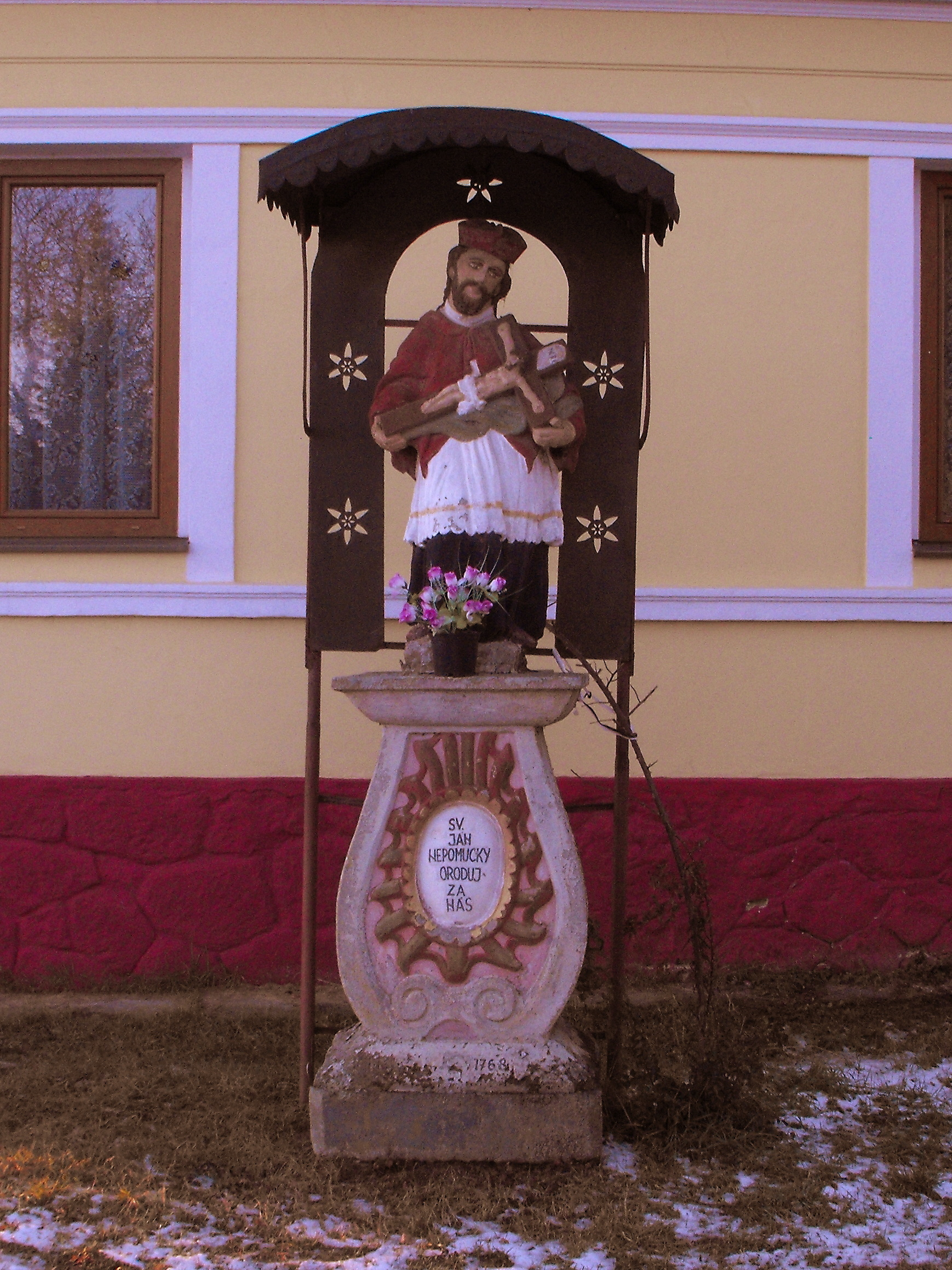
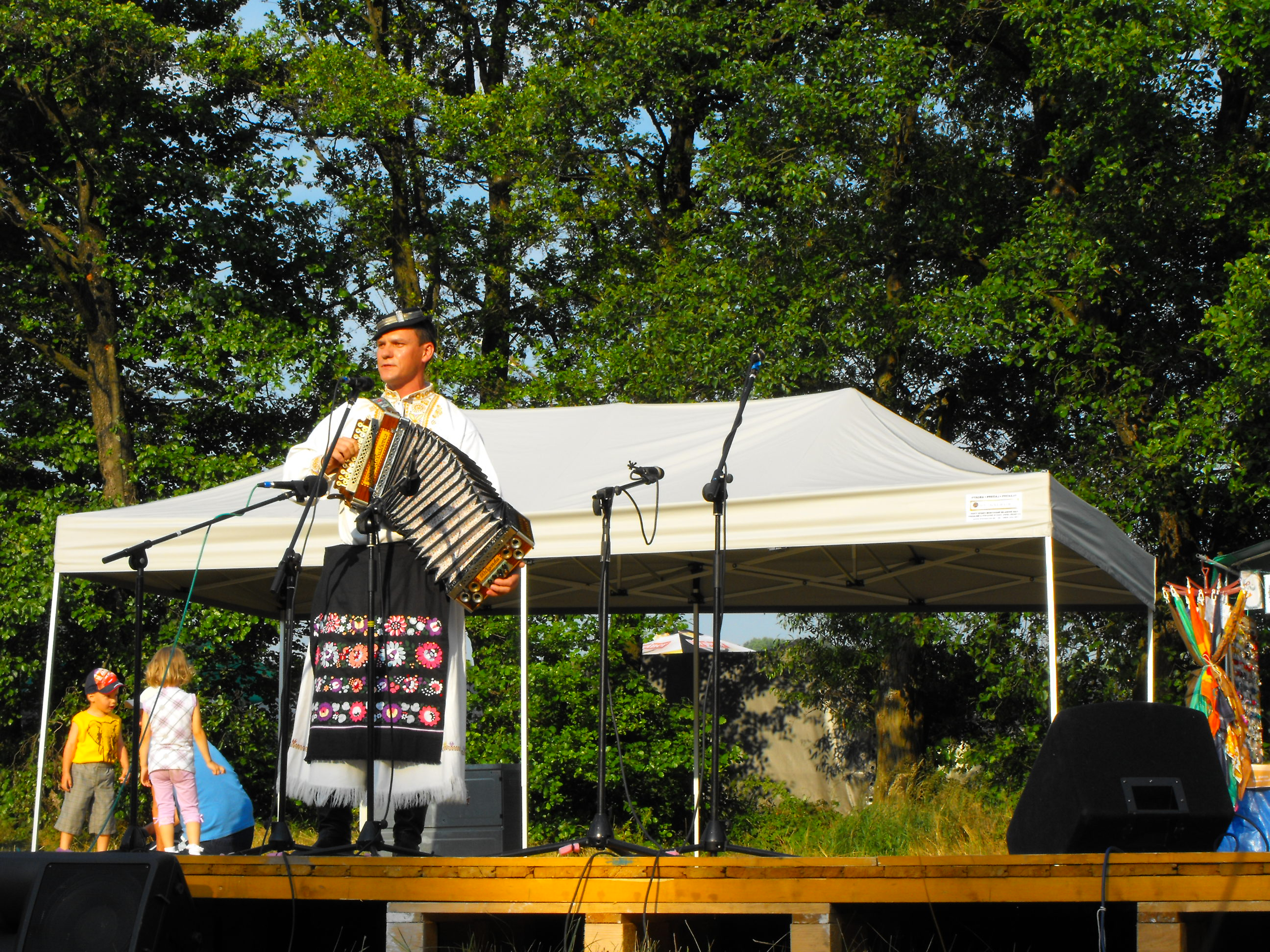
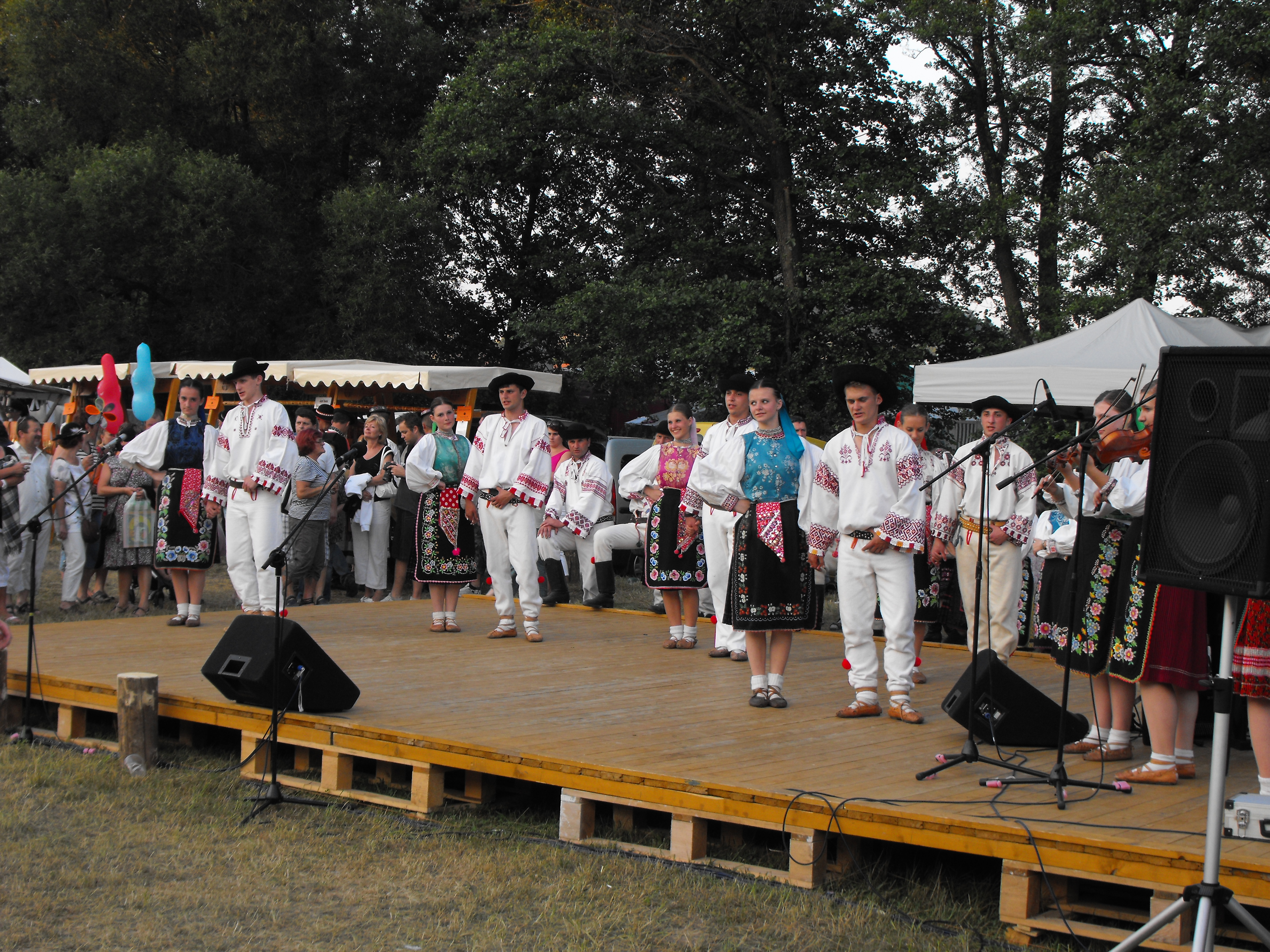
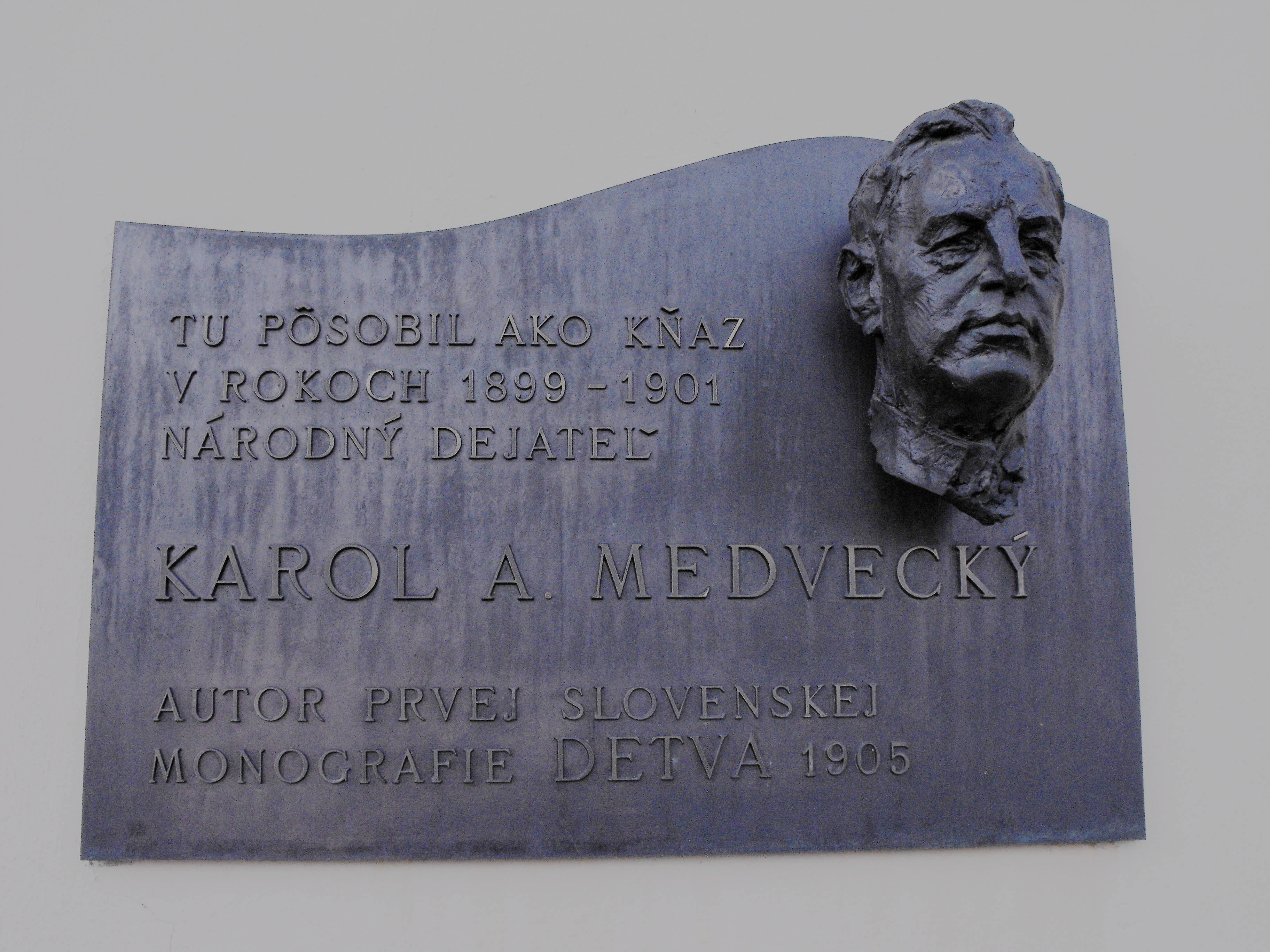